# Daesung

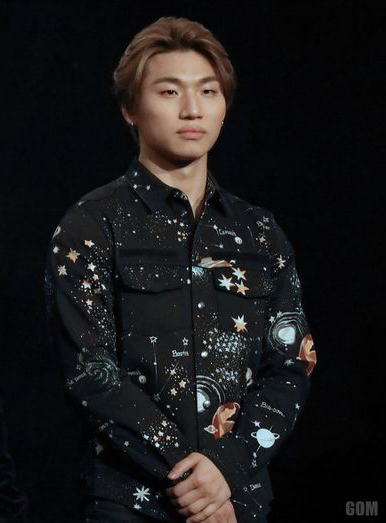
Daesung (2016)

Daesung (강대성; * 26. April 1989 in Seoul; bürgerlich Kang Dae-sung) ist ein südkoreanischer Sänger und Schauspieler. Seit 2006 ist er Mitglied der Boygroup Big Bang. In Japan ist Kang unter dem Namen D-Lite bekannt.

## Biographie
Kang wurde 1989 in Seoul geboren. Schon im Kindesalter interessierte sich Kang für Musik. Anfang der 2000er wurde er von YG Entertainment gecastet. Mit Big Bang debütierte Kang im August 2006, während des YG Family’s 10th Anniversary concert. Das erste Studioalbum der Gruppe Bigbang Vol.1 erschien im Dezember desselben Jahres und beinhaltet sein erstes Lied als Solokünstler Try Smiling. Im Jahr 2008 stieß er dem Cast der Serie Family Outing und dem Musical Cats. Im Mai 2011, war Kang in einen Autounfall verwickelt bei dem ein Motorradfahrer starb. Im August stellte die Staatsanwaltschaft die Ermittlungen ein. Es gäbe keine konkreten Beweise das Kang für den Tod des Motorradfahrers verantwortlich war. Im Februar 2013 veröffentlichte Kang unter dem Named D-Lite sein erstes Studioalbum D’scover. Es stieg auf Platz zwei der japanischen Album-Charts ein und konnte sich 19 Wochen in ihnen halten. Zwischen März und Juni hielt er seine D’scover Tour mit 25 Konzerten in Japan. Insgesamt wurde die Tour von mehr als 100.000 Menschen besucht. Sein zweites Studioalbum D’slove erschien im Juli 2014 und stieg erneut auf Platz zwei ein. Im Sommer 2014 hielt er im Rahmen seiner D’slove Tour, 21 Konzerte in Japan, die von 170.000 Menschen besucht wurden. Im März 2018, begann Kang seine 21-monatige Wehrpflicht.

## Diskografie

### Studioalben
| Jahr | Titel Musiklabel | Höchstplatzierung, Gesamtwochen, AuszeichnungChartplatzierungen (Jahr, Titel, Musiklabel, Platzierungen, Wochen, Auszeichnungen, Anmerkungen) | Höchstplatzierung, Gesamtwochen, AuszeichnungChartplatzierungen (Jahr, Titel, Musiklabel, Platzierungen, Wochen, Auszeichnungen, Anmerkungen) | Anmerkungen                            |
| Jahr | Titel Musiklabel | KR | JP | Anmerkungen                            |
| ---- | ---------------- | --- | --- | -------------------------------------- |
| 2013 | D’scover YGEX    | — | JP2 (19 Wo.)JP | Erstveröffentlichung: 27. Februar 2013 |
| 2014 | D’slove YGEX     | — | JP2 (7 Wo.)JP | Erstveröffentlichung: 16. Juli 2014    |

### Extended Plays
| Jahr | Titel Musiklabel              | Höchstplatzierung, Gesamtwochen, AuszeichnungChartplatzierungen (Jahr, Titel, Musiklabel, Platzierungen, Wochen, Auszeichnungen, Anmerkungen) | Höchstplatzierung, Gesamtwochen, AuszeichnungChartplatzierungen (Jahr, Titel, Musiklabel, Platzierungen, Wochen, Auszeichnungen, Anmerkungen) | Anmerkungen                            |
| Jahr | Titel Musiklabel              | KR | JP | Anmerkungen                            |
| ---- | ----------------------------- | --- | --- | -------------------------------------- |
| 2014 | Delight (でぃらいと) YGEX     | — | JP1 (11 Wo.)JP | Erstveröffentlichung: 29. Oktober 2014 |
| 2017 | D-Day YGEX                    | — | JP1 (15 Wo.)JP | Erstveröffentlichung: 12. April 2017   |
| 2017 | Delight 2 (でぃらいと 2) YGEX | — | JP3 (5 Wo.)JP | Erstveröffentlichung: 12. April 2017   |

### Singles
als Leadmusiker

| Jahr | Titel Album                             | Höchstplatzierung, Gesamtwochen, AuszeichnungChartplatzierungen (Jahr, Titel, Album, Platzierungen, Wochen, Auszeichnungen, Anmerkungen) | Höchstplatzierung, Gesamtwochen, AuszeichnungChartplatzierungen (Jahr, Titel, Album, Platzierungen, Wochen, Auszeichnungen, Anmerkungen) | Anmerkungen                            |
| Jahr | Titel Album                             | KR | JP | Anmerkungen                            |
| --- | --------------------------------------- | --- | --- | -------------------------------------- |
| 2010 | Cotton Candy –                          | KR7 (3 Wo.)KR | — | Erstveröffentlichung: 26. Januar 2010  |
| 2011 | Lunatic What’s Up OST                   | KR51 (1 Wo.)KR | — | Erstveröffentlichung: 4. Dezember 2011 |
| 2013 | I Love You D’slove                      | — | JP5 (5 Wo.)JP | Erstveröffentlichung: 4. Dezember 2011 |
| Folgende Lieder erschienen nicht als Single, wurden aber durch das Album zum Download und Streaming bereitgestellt und konnten somit eine Platzierung erlangen: |                                         | | |                                        |
| |                                         | | |                                        |
| 2011 | Baby Don’t Cry Big Bang Special Edition | KR30 (3 Wo.)KR | — | Charteinstieg: 26. Februar 2011        |
| 2012 | Wings Alive                             | KR8 (6 Wo.)KR | — | Charteinstieg: 3. März 2012            |

als Gastmusiker

| Jahr | Titel Album               | Höchstplatzierung, Gesamtwochen, AuszeichnungChartplatzierungen (Jahr, Titel, Album, Platzierungen, Wochen, Auszeichnungen, Anmerkungen) | Höchstplatzierung, Gesamtwochen, AuszeichnungChartplatzierungen (Jahr, Titel, Album, Platzierungen, Wochen, Auszeichnungen, Anmerkungen) | Anmerkungen                                                    |
| Jahr | Titel Album               | KR | JP | Anmerkungen                                                    |
| ---- | ------------------------- | --- | --- | -------------------------------------------------------------- |
| 2007 | Now We –                  | — | — | Erstveröffentlichung: November 2007 Nemo feat. Daesung         |
| 2008 | Family Day –              | — | — | Erstveröffentlichung: November 2008 mit dem Family Outing cast |
| 2010 | How Did We Get H-Logic    | KR8 (3 Wo.)KR | — | Erstveröffentlichung: 28. Juni 2010 Lee Hyori feat. Daesung    |
| 2013 | To You My Beloved Fate(s) | — | — | Erstveröffentlichung: 4. April 2013 Gummy feat. Daesung        |